# Притча за неразумния богаташ
Притчата за неразумния богаташ е предадена от Исус в евангелие от Лука (Лука 12:16-24). Разкрива смисъла на богатството.
Разкрива семантиката на алчността, един от седемте смъртни гряха.
Теофилакт Охридски разкрива седем значения от христовата притча.